# Championnat du monde féminin de hockey sur glace 2021
Navigation
Édition 2020 Édition 2022
Le Championnat du monde féminin de hockey sur glace 2021 est la 22e édition de cette compétition organisée par la Fédération internationale de hockey sur glace (IIHF). Elle se déroule du 20 au 31 août à Calgary au Canada.

## Format de la compétition
Le championnat du monde féminin de hockey sur glace est un ensemble de plusieurs tournois regroupant les nations en fonction de leur niveau. Les meilleures équipes disputent le titre dans la Division Élite.
Les 10 équipes de la Division Élite sont réparties en deux groupes de 5 : les mieux classées dans le groupe A et les autres dans le groupe B. Chaque groupe est disputé sous la forme d'un championnat à matches simples. Les 5 équipes du groupe A sont qualifiés d'office pour les quarts de finale, de même que les 3 premiers du groupe B. En raison de la pandémie de Covid-19, les deux derniers du groupe B ne sont pas relégués car il n'y a pas de promotion de la division inférieure.
Pour les autres divisions qui comptent 6 équipes (sauf le groupe de Qualification pour la Division III qui en compte 8), les équipes s’affrontent entre elles et, à l'issue de cette compétition, le premier est promu dans la division supérieure et le dernier est relégué dans la division inférieure,sauf pour la Division III où il n'y a pas de relégation s'agissant du niveau le plus bas.
Lors des phases de poule, les points sont attribués ainsi :
- 3 points pour une victoire dans le temps réglementaire ;
- 2 points pour une victoire en prolongation ou aux tirs de fusillade ;
- 1 point pour une défaite en prolongation ou aux tirs de fusillade ;
- 0 point pour une défaite dans le temps réglementaire.

## Division Élite

### Reports successifs
Initialement programmé du 7 au 17 avril 2021, le tournoi de la division Élite est repoussé du 6 au 16 mai en raison de la pandémie de Covid-19 et doit prendre place à Halifax et Truro au Canada.
Le 21 avril 2021, moins de deux semaines avant le début de la compétition, celle-ci est annulée car le gouvernement de la province de Nouvelle-Écosse a fait savoir qu'elle ne pouvait se dérouler en raison d'un rebond de la pandémie de Covid-19 dans cette province maritime. Cette annonce intervient quelques heures avant que plusieurs équipes ne prennent l'avion pour se rendre au Canada. Cette décision suscite colère et indignation de nombreuses délégations envers les autorités néo-écossaises, mais également envers l'IIHF, qui n'a prévu aucun plan B,. 
Le 30 avril, l'instance mondiale annonce qu'une solution a été trouvée pour replanifier ces joutes mondiales annuelles en été, fin août.
Le 2 juin 2021, Hockey Canada annonce que la ville de Calgary en Alberta accueillera la compétition au WinSport Arena du Parc olympique du Canada. L’arrivée des équipes est prévue 10 jours avant le début du tournoi afin qu'elles puissent toutes observer une quarantaine.

### Équipes participantes
Le classement mondial est indiqué entre parenthèses.
| Groupe A                           | Groupe B      |
| ---------------------------------- | ------------- |
| États-Unis (1)                     | Japon (6)     |
| Canada (2)                         | Tchéquie (8)  |
| Finlande (4)                       | Allemagne (9) |
| Fédération de Russie de hockey (3) | Danemark (11) |
| Suisse (4)                         | Hongrie (14)  |

Bannissement de la Russie
Le 9 décembre 2019, l'Agence mondiale antidopage (AMA) a interdit à la Russie de participer aux compétitions internationales pendant une période de quatre ans, après que le gouvernement russe a été reconnu responsable de la falsification des données de laboratoire qu'il avait fournies à l'AMA en janvier 2019. En raison de cette interdiction, l'AMA prévoit d'autoriser les athlètes russes à participer individuellement aux Championnats du monde 2021-2022 et aux Jeux olympiques d'hiver de 2022 sous une bannière neutre, comme cela a été le cas aux Jeux olympiques d'hiver de 2018. Mais ils ne sont pas autorisés à concourir dans les sports d'équipe. Après un appel de la Russie devant le Tribunal arbitral du sport, ce dernier a décidé le 17 décembre 2020 de réduire la sanction que l'AMA avait infligée à la Russie : au lieu d'interdire à la Russie de participer à des événements sportifs, la décision l'autorise à participer aux Jeux olympiques et à d'autres événements internationaux, mais, pendant une période de deux ans, l'équipe ne peut pas utiliser le nom, le drapeau ou l'hymne russe et ses sportifs doivent se présenter en tant qu'athlètes neutres ou équipe neutre.

### Officiels
22 officiels ont été désignés par l'IIHF pour officier lors de la compétition.
| - Cianna Lieffers - Elizabeth Mantha - Shauna Neary - Lacey Senuk - Anniina Nurmi - Daria Yermak | - Maria Furberg - Kelly Cooke - Jamie Huntley-Park - Chelsea Rapin - Jestina Vichorek - Mackenzie Welter |  |

| - Julia Kainberger - Alexandra Blair - Jessica Chartrand - Justine Todd - Jenni Heikkinen | - Diana Mokhova - Anna Hammar - Kendall Hanley - Jacqueline Spresser - Sara Strong |

### Tour préliminaire

#### Groupe A

##### Matches
| 20 août | Canada | 5-3 (0-2, 2-0, 3-1) | Finlande | WinSport Arena |

| Feuille de match | Feuille de match | Feuille de match                | Feuille de match                                                                                                   | Feuille de match                                                                        |
| ---------------- | --- | ------------------------------- | --- | --------------------------------------------------------------------------------------- |
|                  | - Rattray (Spooner) — 34 min 41 s Poulin (Thompson, Ambrose) — 35 min 1 s Ambrose (Jenner, Thompson) — 42 min 41 s - Fillier (Daoust, Spooner) — 47 min 38 s Nurse — 59 min 17 s (CV) | 0-1 0-2 1-2 2-2 3-2 3-3 4-3 5-3 | Laitinen (Sundelin) — 2 min 25 s Tuominen (Hiirikoski) — 6 min 5 s (2 SN) - Holopainen (Lindstedt) — 47 min 13 s - | Arbitrage : Daria Ermak et Chelsea Rapin Juges de lignes : Diana Mokhova et Sara Strong |
| Desbiens         | Gardiens | Keisala                         | | Arbitrage : Daria Ermak et Chelsea Rapin Juges de lignes : Diana Mokhova et Sara Strong |
| 10 min           | Pénalités | 8 min                           | | Arbitrage : Daria Ermak et Chelsea Rapin Juges de lignes : Diana Mokhova et Sara Strong |
| 44               | Tirs | 11                              | | Arbitrage : Daria Ermak et Chelsea Rapin Juges de lignes : Diana Mokhova et Sara Strong |

| 20 août | Suisse | 0-3 (0-1, 0-2, 0-0) | États-Unis | WinSport Arena |

| Feuille de match | Feuille de match | Feuille de match | Feuille de match                                                                                                   | Feuille de match                                                                                     |
| ---------------- | ---------------- | ---------------- | --- | --- |
|                  |                  | 0-1 0-2 0-3      | Decker (Coyne Schofield) — 4 min 29 s Coyne Schofield (Decker) — 24 min 8 s Zumwinkle (Dunne, Bozek) — 38 min 24 s | Arbitrage : Elizabeth Mantha et Shauna Neary Juges de lignes : Jessica Chartrand et Julia Kainberger |
| Brändli          | Gardiens         | Cavallini        | | Arbitrage : Elizabeth Mantha et Shauna Neary Juges de lignes : Jessica Chartrand et Julia Kainberger |
| 10 min           | Pénalités        | 6 min            | | Arbitrage : Elizabeth Mantha et Shauna Neary Juges de lignes : Jessica Chartrand et Julia Kainberger |
| 10               | Tirs             | 58               | | Arbitrage : Elizabeth Mantha et Shauna Neary Juges de lignes : Jessica Chartrand et Julia Kainberger |

| 21 août | Fédération de Russie de hockey | 3-1 (0-1, 2-0, 1-0) | Suisse | WinSport Arena |

| Feuille de match | Feuille de match | Feuille de match | Feuille de match                        | Feuille de match                                                                               |
| ---------------- | --- | ---------------- | --------------------------------------- | ---------------------------------------------------------------------------------------------- |
|                  | - Pavlova (Chibanova, Sossina) — 30 min 49 s (SN) Koulichova (Bratichtcheva, Pirogova) — 31 min 3 s Batalova (Kadirova, Vafina) — 57 min 16 s | 0–1 1–1 2–1 3–1  | Müller (Stalder, Stanz) — 10 min 15 s - | Arbitrage : Chelsea Rapin et Jestina Vichorek Juges de lignes : Kendall Hanley et Justine Todd |
| Merkoucheva      | Gardiens | Maurer           |                                         | Arbitrage : Chelsea Rapin et Jestina Vichorek Juges de lignes : Kendall Hanley et Justine Todd |
| 14 min           | Pénalités | 14 min           |                                         | Arbitrage : Chelsea Rapin et Jestina Vichorek Juges de lignes : Kendall Hanley et Justine Todd |
| 34               | Tirs | 20               |                                         | Arbitrage : Chelsea Rapin et Jestina Vichorek Juges de lignes : Kendall Hanley et Justine Todd |

| 22 août | Canada | 5-1 (0-0, 3-0, 2-1) | Fédération de Russie de hockey | WinSport Arena |

| Feuille de match | Feuille de match | Feuille de match                              | Feuille de match             | Feuille de match                                                                                 |
| ---------------- | --- | --------------------------------------------- | ---------------------------- | ------------------------------------------------------------------------------------------------ |
|                  | Fillier — 27 min 29 s Shelton (Jenner, Bell) — 29 min 11 s Ambrose (Thompson, Poulin) — 33 min 48 s Daoust (Spooner, Nurse) — 42 min Johnston (Clark, Fast) — 54 min 9 s - | 1–0 2–0 3–0 4–0 5–0 5–1                       | - Sossina — 59 min 59 s (SN) | Arbitrage : Kelly Cooke et Mackenzie Welter Juges de lignes : Anna Hammar et Jacqueline Spresser |
| Desbiens         | Gardiens | Morozova (34 min 19 s) Prougova (25 min 41 s) |                              | Arbitrage : Kelly Cooke et Mackenzie Welter Juges de lignes : Anna Hammar et Jacqueline Spresser |
| 10 min           | Pénalités | 10 min                                        |                              | Arbitrage : Kelly Cooke et Mackenzie Welter Juges de lignes : Anna Hammar et Jacqueline Spresser |
| 62               | Tirs | 7                                             |                              | Arbitrage : Kelly Cooke et Mackenzie Welter Juges de lignes : Anna Hammar et Jacqueline Spresser |

| 22 août | Finlande | 0-3 (0-1, 0-1, 0-1) | États-Unis | WinSport Arena |

| Feuille de match | Feuille de match | Feuille de match | Feuille de match                                                                                                 | Feuille de match                                                                                |
| ---------------- | ---------------- | ---------------- | --- | ----------------------------------------------------------------------------------------------- |
|                  |                  | 0-1 0-2 0-3      | Zumwinkle (Scamurra) — 14 min 31 s Pannek (Dunne) — 26 min 25 s Knight (Stecklein, Coyne Schofield) — 53 min 2 s | Arbitrage : Elizabeth Mantha et Lacey Senuk Juges de lignes : Jessica Chartrand et Justine Todd |
| Räisänen         | Gardiens         | Hensley          | | Arbitrage : Elizabeth Mantha et Lacey Senuk Juges de lignes : Jessica Chartrand et Justine Todd |
| 8 min            | Pénalités        | 12 min           | | Arbitrage : Elizabeth Mantha et Lacey Senuk Juges de lignes : Jessica Chartrand et Justine Todd |
| 10               | Tirs             | 39               | | Arbitrage : Elizabeth Mantha et Lacey Senuk Juges de lignes : Jessica Chartrand et Justine Todd |

| 24 août | États-Unis | 6-0 (1-0, 2-0, 3-0) | Fédération de Russie de hockey | WinSport Arena |

| Feuille de match | Feuille de match | Feuille de match                                 | Feuille de match | Feuille de match                                                                                  |
| ---------------- | --- | ------------------------------------------------ | ---------------- | ------------------------------------------------------------------------------------------------- |
|                  | Curl (Zumwinkle, Keller) — 11 min 50 s Knight (Decker) — 23 min 17 s Stecklein (Pannek) — 37 min 25 s Pannek (Harmon, Stecklein) — 42 min 45 s (SN) Murphy (Keller) — 46 min 13 s (SN) Compher (Zumwinkle, Bozek) — 47 min 53 s | 1–0 2–0 3–0 4–0 5–0 6–0                          |                  | Arbitrage : Cianna Lieffers et Anna Wiegand Juges de lignes : Jenni Heikkinen et Julia Kainberger |
| Cavallini        | Gardiens | Prougova (46 min 13 s) Merkoucheva (13 min 47 s) |                  | Arbitrage : Cianna Lieffers et Anna Wiegand Juges de lignes : Jenni Heikkinen et Julia Kainberger |
| 4 min            | Pénalités | 18 min                                           |                  | Arbitrage : Cianna Lieffers et Anna Wiegand Juges de lignes : Jenni Heikkinen et Julia Kainberger |
| 55               | Tirs | 11                                               |                  | Arbitrage : Cianna Lieffers et Anna Wiegand Juges de lignes : Jenni Heikkinen et Julia Kainberger |

| 24 août | Suisse | 0-5 (0-0, 0-4, 0-1) | Canada | WinSport Arena |

| Feuille de match                           | Feuille de match | Feuille de match    | Feuille de match | Feuille de match                                                                      |
| ------------------------------------------ | ---------------- | ------------------- | --- | ------------------------------------------------------------------------------------- |
|                                            |                  | 0–1 0–2 0–3 0–4 0–5 | Clark (Turnbull) — 25 min 4 s (IN) Bourbonnais (Rattray, Poulin) — 29 min 38 s Spooner (Fast, Daoust) — 29 min 55 s Daoust (Ambrose, Fillier) — 36 min 34 s Spooner (Shelton, Daoust) — 41 min 1 s | Arbitrage : Kelly Cooke et Anniina Nurmi Juges de lignes : Anna Hammar et Sara Strong |
| Brändli (41 min 13 s) Maurer (18 min 47 s) | Gardiens         | Maschmeyer          | | Arbitrage : Kelly Cooke et Anniina Nurmi Juges de lignes : Anna Hammar et Sara Strong |
| 12 min                                     | Pénalités        | 12 min              | | Arbitrage : Kelly Cooke et Anniina Nurmi Juges de lignes : Anna Hammar et Sara Strong |
| 12                                         | Tirs             | 63                  | | Arbitrage : Kelly Cooke et Anniina Nurmi Juges de lignes : Anna Hammar et Sara Strong |

| 25 août | Fédération de Russie de hockey | 0-4 (0-3, 0-0, 0-1) | Finlande | WinSport Arena |

| Feuille de match                                 | Feuille de match | Feuille de match | Feuille de match | Feuille de match                                                                               |
| ------------------------------------------------ | ---------------- | ---------------- | --- | ---------------------------------------------------------------------------------------------- |
|                                                  |                  | 0–1 0–2 0–3 0–4  | Tapani (Karvinen, Savolainen) — 8 min 7 s Nieminen (Karvinen, Tapani) — 12 min 33 s Nylund (Tulus) — 15 min 21 s Nieminen — 44 min 50 s | Arbitrage : Elizabeth Mantha et Chelsea Rapin Juges de lignes : Kendall Hanley et Justine Todd |
| Merkoucheva (15 min 21 s) Morozova (44 min 39 s) | Gardiens         | Keisala          | | Arbitrage : Elizabeth Mantha et Chelsea Rapin Juges de lignes : Kendall Hanley et Justine Todd |
| 6 min                                            | Pénalités        | 4 min            | | Arbitrage : Elizabeth Mantha et Chelsea Rapin Juges de lignes : Kendall Hanley et Justine Todd |
| 13                                               | Tirs             | 18               | | Arbitrage : Elizabeth Mantha et Chelsea Rapin Juges de lignes : Kendall Hanley et Justine Todd |

| 26 août | Finlande | 6-0 (4-0, 1-0, 1-0) | Suisse | WinSport Arena |

| Feuille de match | Feuille de match | Feuille de match                 | Feuille de match | Feuille de match                                                                               |
| ---------------- | --- | -------------------------------- | ---------------- | ---------------------------------------------------------------------------------------------- |
|                  | Tapani (Nieminen, Karvinen) — 4 min 38 s (SN) Nieminen (Tulus) — 8 min 54 s (IN) Nieminen (Karvinen) — 10 min 26 s Nieminen (Karvinen, Hiirikoski) — 14 min 49 s Tapani (Hiirikoski, Tulus) — 36 min 39 s (SN) Vainikka (Holopainen) — 41 min 26 s | 1–0 2–0 3–0 4–0 5–0 6–0          |                  | Arbitrage : Maria Furberg et Cianna Lieffers Juges de lignes : Julia Kainberger et Sara Strong |
| Räisänen         | Gardiens | Brändli (40 min) Maurer (20 min) |                  | Arbitrage : Maria Furberg et Cianna Lieffers Juges de lignes : Julia Kainberger et Sara Strong |
| 4 min            | Pénalités | 10 min                           |                  | Arbitrage : Maria Furberg et Cianna Lieffers Juges de lignes : Julia Kainberger et Sara Strong |
| 37               | Tirs | 9                                |                  | Arbitrage : Maria Furberg et Cianna Lieffers Juges de lignes : Julia Kainberger et Sara Strong |

| 26 août | États-Unis | 1-5 (0-2, 0-3, 1-0) | Canada | WinSport Arena |

| Feuille de match                              | Feuille de match                  | Feuille de match        | Feuille de match | Feuille de match                                                                                |
| --------------------------------------------- | --------------------------------- | ----------------------- | --- | ----------------------------------------------------------------------------------------------- |
|                                               | Stecklein (Compher) — 42 min 44 s | 0–1 0–2 0–3 0–4 0–5 1–5 | Daoust (Spooner, Larocque) — 7 min 13 s Fast (Clark, Daoust) — 13 min 50 s Rattray (Jenner) — 24 min 18 s Rattray (Jenner) — 27 min 16 s Nurse — 30 min 36 s (IN) - | Arbitrage : Kelly Cooke et Lacey Senuk Juges de lignes : Alexandra Blair et Jacqueline Spresser |
| Cavallini (27 min 16 s) Hensley (32 min 44 s) | Gardiens                          | Desbiens                | | Arbitrage : Kelly Cooke et Lacey Senuk Juges de lignes : Alexandra Blair et Jacqueline Spresser |
| 10 min                                        | Pénalités                         | 12 min                  | | Arbitrage : Kelly Cooke et Lacey Senuk Juges de lignes : Alexandra Blair et Jacqueline Spresser |
| 23                                            | Tirs                              | 27                      | | Arbitrage : Kelly Cooke et Lacey Senuk Juges de lignes : Alexandra Blair et Jacqueline Spresser |

##### Classement
| Clt   | Équipe                         | PJ | V | VP | D | DP | BP | BC | Diff | Pts |
| ----- | ------------------------------ | -- | - | -- | - | -- | -- | -- | ---- | --- |
| +001, | Canada                         | 4  | 4 | 0  | 0 | 0  | 20 | 5  | +15  | 12  |
| +002, | États-Unis                     | 4  | 3 | 0  | 1 | 0  | 13 | 5  | +8   | 9   |
| +003, | Finlande                       | 4  | 2 | 0  | 2 | 0  | 13 | 8  | +5   | 6   |
| +004, | Fédération de Russie de hockey | 4  | 1 | 0  | 3 | 0  | 4  | 16 | -12  | 3   |
| +005, | Suisse                         | 4  | 0 | 0  | 4 | 0  | 1  | 17 | -16  | 0   |

- En gras, qualifié pour les quarts de finale

Pour les significations des abréviations, voir statistiques du hockey sur glace.

#### Groupe B

##### Matches
| 20 août | Tchéquie | 6-1 (3-1, 0-0, 3-0) | Danemark | WinSport Arena |

| Feuille de match | Feuille de match | Feuille de match            | Feuille de match                                      | Feuille de match                                                                                   |
| ---------------- | --- | --------------------------- | ----------------------------------------------------- | -------------------------------------------------------------------------------------------------- |
|                  | Mills (Hymlarová, Horálková) — 6 min 5 s (SN) Lásková (Mrázová) — 13 min - Přibylová (Horálková, Mills) — 17 min 34 s (SN) Mills (Přibylová, Horálková) — 40 min 22 s (SN) Pátková (Mazancová, Pejšová) — 44 min Mills (Horálková) — 57 min 16 s | 1–0 2–0 2–1 3–1 4–1 5–1 6–1 | - Persson (Jakobsen, Østergaard) — 14 min 41 s (SN) - | Arbitrage : Anniina Nurmi et Anna Wiegand Juges de lignes : Alexandra Blair et Jacqueline Spresser |
| Peslarová        | Gardiens | L. Jensen                   |                                                       | Arbitrage : Anniina Nurmi et Anna Wiegand Juges de lignes : Alexandra Blair et Jacqueline Spresser |
| 4 min            | Pénalités | 14 min                      |                                                       | Arbitrage : Anniina Nurmi et Anna Wiegand Juges de lignes : Alexandra Blair et Jacqueline Spresser |
| 34               | Tirs | 9                           |                                                       | Arbitrage : Anniina Nurmi et Anna Wiegand Juges de lignes : Alexandra Blair et Jacqueline Spresser |

| 21 août | Allemagne | 3-0 (2-0, 0-0, 1-0) | Hongrie | WinSport Arena |

| Feuille de match | Feuille de match | Feuille de match | Feuille de match | Feuille de match                                                                                  |
| ---------------- | --- | ---------------- | ---------------- | ------------------------------------------------------------------------------------------------- |
|                  | Christof (Weidenfelder) — 12 min 55 s Christof (Jobst-Smith, Eisenschmid) — 13 min 53 s (SN) Zorn (Spielberger) — 52 min 42 s | 1–0 2–0 3–0      |                  | Arbitrage : Maria Furberg et Cianna Lieffers Juges de lignes : Alexandra Blair et Jenni Heikkinen |
| Harß             | Gardiens | A. Németh        |                  | Arbitrage : Maria Furberg et Cianna Lieffers Juges de lignes : Alexandra Blair et Jenni Heikkinen |
| 10 min           | Pénalités | 8 min            |                  | Arbitrage : Maria Furberg et Cianna Lieffers Juges de lignes : Alexandra Blair et Jenni Heikkinen |
| 26               | Tirs | 19               |                  | Arbitrage : Maria Furberg et Cianna Lieffers Juges de lignes : Alexandra Blair et Jenni Heikkinen |

| 21 août | Danemark | 0-1 (0-0, 0-1, 0-0) | Japon | WinSport Arena |

| Feuille de match | Feuille de match | Feuille de match | Feuille de match                              | Feuille de match                                                                              |
| ---------------- | ---------------- | ---------------- | --------------------------------------------- | --------------------------------------------------------------------------------------------- |
|                  |                  | 0-1              | H. Yamashita (H. Toko, A. Toko) — 24 min 25 s | Arbitrage : Lacey Senuk et Mackenzie Welter Juges de lignes : Anna Hammar et Julia Kainberger |
| Repstock-Romme   | Gardiens         | N. Fujimoto      |                                               | Arbitrage : Lacey Senuk et Mackenzie Welter Juges de lignes : Anna Hammar et Julia Kainberger |
| 14 min           | Pénalités        | 14 min           |                                               | Arbitrage : Lacey Senuk et Mackenzie Welter Juges de lignes : Anna Hammar et Julia Kainberger |
| 26               | Tirs             | 28               |                                               | Arbitrage : Lacey Senuk et Mackenzie Welter Juges de lignes : Anna Hammar et Julia Kainberger |

| 22 août | Hongrie | 2-4 (0-2, 1-2, 1-0) | Tchéquie | WinSport Arena |

| Feuille de match | Feuille de match                                                           | Feuille de match        | Feuille de match | Feuille de match                                                                             |
| ---------------- | -------------------------------------------------------------------------- | ----------------------- | --- | -------------------------------------------------------------------------------------------- |
|                  | - Dabasi (Jókai-Szilágyi, Gasparics) — 39 min 59 s Gasparics — 59 min 22 s | 0–1 0–2 0–3 0–4 1–4 2–4 | Radová (Neubauerová) — 3 min 42 s Pejšová (Vanišová, Křížová) — 6 min 56 s Přibylová (Vanišová) — 23 min 18 s Křížová (Kolowratová) — 24 min 36 s (SN) - | Arbitrage : Jestina Vichorek et Anna Wiegand Juges de lignes : Kendall Hanley et Sara Strong |
| Tóth             | Gardiens                                                                   | Peslarová               | | Arbitrage : Jestina Vichorek et Anna Wiegand Juges de lignes : Kendall Hanley et Sara Strong |
| 14 min           | Pénalités                                                                  | 22 min                  | | Arbitrage : Jestina Vichorek et Anna Wiegand Juges de lignes : Kendall Hanley et Sara Strong |
| 13               | Tirs                                                                       | 36                      | | Arbitrage : Jestina Vichorek et Anna Wiegand Juges de lignes : Kendall Hanley et Sara Strong |

| 23 août | Allemagne | 3-1 (1-0, 2-0, 0-1) | Danemark | WinSport Arena |

| Feuille de match | Feuille de match                                                                                        | Feuille de match | Feuille de match                | Feuille de match                                                                              |
| ---------------- | --- | ---------------- | ------------------------------- | --------------------------------------------------------------------------------------------- |
|                  | Zorn (Karpf) — 12 min 30 s Schiefer (Rothemund, Düsterhöft) — 28 min 8 s Wagner (Reich) — 31 min 17 s - | 1–0 2–0 3–0 3–1  | - Jakobsen (Weis) — 47 min 18 s | Arbitrage : Kelly Cooke et Daria Ermak Juges de lignes : Alexandra Blair et Jessica Chartrand |
| Harß             | Gardiens                                                                                                | Repstock-Romme   |                                 | Arbitrage : Kelly Cooke et Daria Ermak Juges de lignes : Alexandra Blair et Jessica Chartrand |
| 2 min            | Pénalités                                                                                               | 4 min            |                                 | Arbitrage : Kelly Cooke et Daria Ermak Juges de lignes : Alexandra Blair et Jessica Chartrand |
| 26               | Tirs | 22               |                                 | Arbitrage : Kelly Cooke et Daria Ermak Juges de lignes : Alexandra Blair et Jessica Chartrand |

| 23 août | Japon | 0-4 (0-1, 0-2, 0-1) | Tchéquie | WinSport Arena |

| Feuille de match | Feuille de match | Feuille de match | Feuille de match | Feuille de match                                                                             |
| ---------------- | ---------------- | ---------------- | --- | -------------------------------------------------------------------------------------------- |
|                  |                  | 0–1 0–2 0–3 0–4  | Lásková (Neubauerová, Křížová) — 8 min 11 s Neubauerová (Vanišová) — 23 min 2 s Mills (Přibylová) — 31 min 43 s (SN) Mrázová (Mlýnková) — 41 min 17 s | Arbitrage : Shauna Neary et Mackenzie Welter Juges de lignes : Diana Mokhova et Justine Todd |
| N. Fujimoto      | Gardiens         | Peslarová        | | Arbitrage : Shauna Neary et Mackenzie Welter Juges de lignes : Diana Mokhova et Justine Todd |
| 4 min            | Pénalités        | 6 min            | | Arbitrage : Shauna Neary et Mackenzie Welter Juges de lignes : Diana Mokhova et Justine Todd |
| 24               | Tirs             | 20               | | Arbitrage : Shauna Neary et Mackenzie Welter Juges de lignes : Diana Mokhova et Justine Todd |

| 24 août | Hongrie | 1-4 (0-1, 1-1, 0-2) | Japon | WinSport Arena |

| Feuille de match | Feuille de match                                | Feuille de match    | Feuille de match | Feuille de match                                                                                 |
| ---------------- | ----------------------------------------------- | ------------------- | --- | ------------------------------------------------------------------------------------------------ |
|                  | - Gasparics (Knee, Odnoga) — 23 min 16 s (SN) - | 0–1 1–1 1–2 1–3 1–4 | Ak. Shiga (H. Toko, Aoi Shiga) — 19 min 35 s (SN) - Ukita (H. Toko, A. Toko) — 27 min 30 s (2 SN) Yoneyama (Hosoyamada, Koike) — 50 min 23 s (SN) Kubo (Taka, Miura) — 51 min 34 s | Arbitrage : Daria Ermak et Chelsea Rapin Juges de lignes : Kendall Hanley et Jacqueline Spresser |
| A. Németh        | Gardiens                                        | N. Fujimoto         | | Arbitrage : Daria Ermak et Chelsea Rapin Juges de lignes : Kendall Hanley et Jacqueline Spresser |
| 10 min           | Pénalités                                       | 12 min              | | Arbitrage : Daria Ermak et Chelsea Rapin Juges de lignes : Kendall Hanley et Jacqueline Spresser |
| 25               | Tirs                                            | 29                  | | Arbitrage : Daria Ermak et Chelsea Rapin Juges de lignes : Kendall Hanley et Jacqueline Spresser |

| 25 août | Tchéquie | 2-0 (0-0, 1-0, 1-0) | Allemagne | WinSport Arena |

| Feuille de match | Feuille de match                                                                         | Feuille de match | Feuille de match | Feuille de match                                                                              |
| ---------------- | ---------------------------------------------------------------------------------------- | ---------------- | ---------------- | --------------------------------------------------------------------------------------------- |
|                  | Lásková (Neubauerová, Mrázová) — 24 min 28 s Lásková (Mrázová, Neubauerová) — 49 min 9 s | 1–0 2–0          |                  | Arbitrage : Maria Furberg et Lacey Senuk Juges de lignes : Jessica Chartrand et Diana Mokhova |
| Peslarová        | Gardiens                                                                                 | Albl             |                  | Arbitrage : Maria Furberg et Lacey Senuk Juges de lignes : Jessica Chartrand et Diana Mokhova |
| 12 min           | Pénalités                                                                                | 12 min           |                  | Arbitrage : Maria Furberg et Lacey Senuk Juges de lignes : Jessica Chartrand et Diana Mokhova |
| 29               | Tirs                                                                                     | 12               |                  | Arbitrage : Maria Furberg et Lacey Senuk Juges de lignes : Jessica Chartrand et Diana Mokhova |

| 25 août | Danemark | 1-5 (0-2, 1-2, 0-1) | Hongrie | WinSport Arena |

| Feuille de match | Feuille de match                | Feuille de match        | Feuille de match | Feuille de match                                                                              |
| ---------------- | ------------------------------- | ----------------------- | --- | --------------------------------------------------------------------------------------------- |
|                  | - Jakobsen — 25 min 16 s (IN) - | 0–1 0–2 0–3 1–3 1–4 1–5 | Jókai-Szilágyi (Knee) — 14 min 45 s (2 SN) Gowie — 17 min 49 s Gasparics (Jókai-Szilágyi, Knee) — 20 min 22 s (SN) - Gowie (B. Németh, Kreisz) — 39 min 15 s (SN) Gasparics (Jókai-Szilágyi, B. Németh) — 58 min 36 s | Arbitrage : Shauna Neary et Jestina Vichorek Juges de lignes : Anna Hammar et Jenni Heikkinen |
| Nordström        | Gardiens                        | A. Németh               | | Arbitrage : Shauna Neary et Jestina Vichorek Juges de lignes : Anna Hammar et Jenni Heikkinen |
| 16 min           | Pénalités                       | 8 min                   | | Arbitrage : Shauna Neary et Jestina Vichorek Juges de lignes : Anna Hammar et Jenni Heikkinen |
| 11               | Tirs                            | 18                      | | Arbitrage : Shauna Neary et Jestina Vichorek Juges de lignes : Anna Hammar et Jenni Heikkinen |

| 26 août | Japon | 2-1 (0-1, 2-0, 0-0) | Allemagne | WinSport Arena |

| Feuille de match | Feuille de match                                                           | Feuille de match | Feuille de match                   | Feuille de match                                                                             |
| ---------------- | -------------------------------------------------------------------------- | ---------------- | ---------------------------------- | -------------------------------------------------------------------------------------------- |
|                  | - Kubo (M. Fujimoto) — 22 min 13 s H. Yamashita (Hosoyamada) — 29 min 47 s | 0–1 1–1 2–1      | Spielberger (Zorn) — 14 min 52 s - | Arbitrage : Anniina Nurmi et Anna Wiegand Juges de lignes : Jenni Heikkinen et Diana Mokhova |
| N. Fujimoto      | Gardiens                                                                   | Harß             |                                    | Arbitrage : Anniina Nurmi et Anna Wiegand Juges de lignes : Jenni Heikkinen et Diana Mokhova |
| 8 min            | Pénalités                                                                  | 2 min            |                                    | Arbitrage : Anniina Nurmi et Anna Wiegand Juges de lignes : Jenni Heikkinen et Diana Mokhova |
| 21               | Tirs                                                                       | 19               |                                    | Arbitrage : Anniina Nurmi et Anna Wiegand Juges de lignes : Jenni Heikkinen et Diana Mokhova |

##### Classement
| Clt   | Équipe       | PJ | V | VP | D | DP | BP | BC | Diff | Pts |
| ----- | ------------ | -- | - | -- | - | -- | -- | -- | ---- | --- |
| +001, | Tchéquie     | 4  | 4 | 0  | 0 | 0  | 16 | 3  | +13  | 12  |
| +002, | Japon        | 4  | 3 | 0  | 1 | 0  | 7  | 6  | +1   | 9   |
| +003, | Allemagne    | 4  | 2 | 0  | 2 | 0  | 7  | 5  | +2   | 6   |
| +004, | Hongrie (P)  | 4  | 1 | 0  | 3 | 0  | 8  | 12 | -4   | 3   |
| +005, | Danemark (P) | 4  | 0 | 0  | 4 | 0  | 3  | 15 | -12  | 0   |

- En gras, qualifié pour les quarts de finale

Pour les significations des abréviations, voir statistiques du hockey sur glace.

### Phase finale

#### Tableau
|  | Quarts de finale | Quarts de finale |            |          | Demi-finales           | Demi-finales           |   |  | Finale   | Finale  |
|  | Quarts de finale | Quarts de finale |            |          | Demi-finales           | Demi-finales           |   |  | Finale   | Finale  |
|  |                  |                  |            |          |                        |                        |   |  |          |         |
|  | 28 août          | 28 août          |            |          | 30 août                | 30 août                |   |  | 31 août  | 31 août |
|  | 28 août          | 28 août          |            |          | 30 août                | 30 août                |   |  | 31 août  | 31 août |
|  | Canada           | 7                |            |          | 30 août                | 30 août                |   |  | 31 août  | 31 août |
|  | Canada           | 7                |            |          | 30 août                | 30 août                |   |  | 31 août  | 31 août |
|  | Allemagne        | 0                |            |          | 30 août                | 30 août                |   |  | 31 août  | 31 août |
|  | Allemagne        | 0                | Canada     | 4        |                        |                        |   |  | 31 août  | 31 août |
|  | 28 août          |                  | Canada     | 4        |                        |                        |   |  | 31 août  | 31 août |
|  |                  | Suisse           | 0          |          |                        |                        |   |  | 31 août  | 31 août |
|  | FRH              | Suisse           | 0          | 2        |                        |                        |   |  | 31 août  | 31 août |
|  | FRH              |                  |            | 2        |                        |                        |   |  | 31 août  | 31 août |
|  | Suisse           | 3P               |            |          |                        |                        |   |  | 31 août  | 31 août |
|  | Suisse           | 3P               | Canada     | 3P       |                        |                        |   |  |          |         |
|  | 28 août          |                  | Canada     | 3P       |                        |                        |   |  |          |         |
|  |                  | États-Unis       | 2          |          |                        |                        |   |  |          |         |
|  | États-Unis       | États-Unis       | 2          | 10       |                        |                        |   |  |          |         |
|  | États-Unis       | 30 août          |            | 10       |                        |                        |   |  |          |         |
|  | Japon            | 2                |            |          |                        |                        |   |  |          |         |
|  | Japon            | 2                | États-Unis | 3        |                        |                        |   |  |          |         |
|  | 28 août          | 28 août          | États-Unis | 3        | Match pour la 3e place | Match pour la 3e place |   |  |          |         |
|  | 28 août          | 28 août          |            | Finlande | Match pour la 3e place | Match pour la 3e place | 0 |  |          |         |
|  | Finlande         | 1                | 31 août    | 31 août  |                        |                        | 0 |  |          |         |
|  | Finlande         | 1                | 31 août    | 31 août  |                        |                        |   |  |          |         |
|  | Tchéquie         | 0                |            | Suisse   | 1                      |                        |   |  |          |         |
|  | Tchéquie         | 0                |            | Suisse   | 1                      |                        |   |  |          |         |
|  |                  |                  |            |          |                        |                        |   |  | Finlande | 3       |
|  |                  |                  |            |          |                        |                        |   |  | Finlande | 3       |

- P : Prolongation

#### Quarts de finale
| 28 août | Fédération de Russie de hockey | 2-3 (pr) (2-0, 0-0, 0-2, 0-1) | Suisse | WinSport Arena |

| Feuille de match | Feuille de match                                                                            | Feuille de match                          | Feuille de match | Feuille de match                                                                                |
| ---------------- | ------------------------------------------------------------------------------------------- | ----------------------------------------- | --- | ----------------------------------------------------------------------------------------------- |
|                  | Rodnova (Ganeïeva, Kadirova) — 1 min 18 s Markova (Korzhakova, Rodnova) — 8 min 32 s (JS) - | 1–0 2–0 2–1 2–2 2–3                       | - Raselli (Rüegg, Ryhner) — 49 min 30 s Stanz (Christen) — 57 min 44 s (SN + JS) Zimmermann (Leemann) — 65 min 29 s | Arbitrage : Maria Furberg et Mackenzie Welter Juges de lignes : Alexandra Blair et Justine Todd |
| Merkoucheva      | Gardiens                                                                                    | Brändli (8 min 32 s) Maurer (56 min 39 s) | | Arbitrage : Maria Furberg et Mackenzie Welter Juges de lignes : Alexandra Blair et Justine Todd |
| 10 min           | Pénalités                                                                                   | 8 min                                     | | Arbitrage : Maria Furberg et Mackenzie Welter Juges de lignes : Alexandra Blair et Justine Todd |
| 31               | Tirs                                                                                        | 30                                        | | Arbitrage : Maria Furberg et Mackenzie Welter Juges de lignes : Alexandra Blair et Justine Todd |

| 28 août | États-Unis | 10-2 (5-2, 2-0, 3-0) | Japon | WinSport Arena |

| Feuille de match                    | Feuille de match | Feuille de match                                 | Feuille de match                                                              | Feuille de match                                                                              |
| ----------------------------------- | --- | ------------------------------------------------ | ----------------------------------------------------------------------------- | --------------------------------------------------------------------------------------------- |
|                                     | Carpenter (Kessel, Barnes) — 3 min 10 s Knight (Coyne Schofield, Decker) — 3 min 41 s - Zumwinkle (Kessel) — 14 min 32 s Carpenter (Eden, Stecklein) — 15 min 7 s Keller (Compher, Barnes) — 17 min 33 s - Decker (Knight, Keller) — 25 min 43 s Harvey (Cameranesi) — 28 min 21 s Zumwinkle — 42 min Knight (Harvey) — 43 min 44 s Cameranesi (Roque, Harvey) — 44 min 39 s | 1–0 2–0 2–1 3–1 4–1 5–1 5–2 6–2 7–2 8–2 9–2 10–2 | - Ak. Shiga (H. Toko, Ukita) — 10 min 58 s - Ak. Shiga (Taka) — 18 min 53 s - | Arbitrage : Daria Ermak et Anniina Nurmi Juges de lignes : Jessica Chartrand et Diana Mokhova |
| Cavallini (40 min) Hensley (20 min) | Gardiens | N. Fujimoto (37 min 36 s) Konishi (27 min 24 s)  |                                                                               | Arbitrage : Daria Ermak et Anniina Nurmi Juges de lignes : Jessica Chartrand et Diana Mokhova |
| 6 min                               | Pénalités | 0 min                                            |                                                                               | Arbitrage : Daria Ermak et Anniina Nurmi Juges de lignes : Jessica Chartrand et Diana Mokhova |
| 61                                  | Tirs | 12                                               |                                                                               | Arbitrage : Daria Ermak et Anniina Nurmi Juges de lignes : Jessica Chartrand et Diana Mokhova |

| 28 août | Canada | 7-0 (3-0, 2-0, 2-0) | Allemagne | WinSport Arena |

| Feuille de match | Feuille de match | Feuille de match                  | Feuille de match | Feuille de match                                                                                  |
| ---------------- | --- | --------------------------------- | ---------------- | ------------------------------------------------------------------------------------------------- |
|                  | Bell (Daoust) — 1 min 29 s Spooner (Fillier) — 3 min 54 s Jenner (Daoust) — 15 min 47 s Spooner (Shelton, Bell) — 28 min 1 s Poulin (Bach) — 35 min 31 s Daoust (Poulin) — 43 min 10 s (SN) Fillier (Spooner) — 53 min 34 s | 1-0 2-0 3-0 4-0 5-0 6-0 7-0       |                  | Arbitrage : Chelsea Rapin et Anna Wiegand Juges de lignes : Kendall Hanley et Jacqueline Spresser |
| Maschmeyer       | Gardiens | Albl (40 min) Abstreiter (20 min) |                  | Arbitrage : Chelsea Rapin et Anna Wiegand Juges de lignes : Kendall Hanley et Jacqueline Spresser |
| 4 min            | Pénalités | 29 min                            |                  | Arbitrage : Chelsea Rapin et Anna Wiegand Juges de lignes : Kendall Hanley et Jacqueline Spresser |
| 52               | Tirs | 3                                 |                  | Arbitrage : Chelsea Rapin et Anna Wiegand Juges de lignes : Kendall Hanley et Jacqueline Spresser |

| 28 août | Finlande | 1-0 (0-0, 1-0, 0-0) | Tchéquie | WinSport Arena |

| Feuille de match | Feuille de match      | Feuille de match | Feuille de match | Feuille de match                                                                                  |
| ---------------- | --------------------- | ---------------- | ---------------- | ------------------------------------------------------------------------------------------------- |
|                  | Vanhanen — 35 min 1 s | 1-0              |                  | Arbitrage : Cianna Lieffers et Elizabeth Mantha Juges de lignes : Julia Kainberger et Sara Strong |
| Keisala          | Gardiens              | Peslarová        |                  | Arbitrage : Cianna Lieffers et Elizabeth Mantha Juges de lignes : Julia Kainberger et Sara Strong |
| 8 min            | Pénalités             | 4 min            |                  | Arbitrage : Cianna Lieffers et Elizabeth Mantha Juges de lignes : Julia Kainberger et Sara Strong |
| 20               | Tirs                  | 29               |                  | Arbitrage : Cianna Lieffers et Elizabeth Mantha Juges de lignes : Julia Kainberger et Sara Strong |

#### Matches de classement  (5e/8eplace)
| 29 août | Fédération de Russie de hockey | 3-2 (0-0, 1-2, 2-0) | Allemagne | WinSport Arena |

| Feuille de match                                 | Feuille de match | Feuille de match    | Feuille de match                                                                           | Feuille de match                                                                               |
| ------------------------------------------------ | --- | ------------------- | ------------------------------------------------------------------------------------------ | ---------------------------------------------------------------------------------------------- |
|                                                  | - Savonina (Koulichova, Falyakhova) — 26 min 1 s - Korzhakova (Goncharenko, Rodnova) — 41 min 10 s Braticheva (Kadirova, Ganeïeva) — 44 min 18 s | 0-1 1-1 1-2 2-2 3-2 | N. Eisenschmid (T. Eisenschmid) — 23 min 49 s - Spielberger (Reich, Karpf) — 37 min 22 s - | Arbitrage : Kelly Cooke et Shauna Neary Juges de lignes : Alexandra Blair et Jessica Chartrand |
| Morozova (37 min 22 s) Merkoucheva (22 min 38 s) | Gardiens | Albl                |                                                                                            | Arbitrage : Kelly Cooke et Shauna Neary Juges de lignes : Alexandra Blair et Jessica Chartrand |
| 12 min                                           | Pénalités | 4 min               |                                                                                            | Arbitrage : Kelly Cooke et Shauna Neary Juges de lignes : Alexandra Blair et Jessica Chartrand |
| 26                                               | Tirs | 26                  |                                                                                            | Arbitrage : Kelly Cooke et Shauna Neary Juges de lignes : Alexandra Blair et Jessica Chartrand |

| 29 août | Tchéquie | 2-3 (0-1, 1-1, 1-1) | Japon | WinSport Arena |

| Feuille de match | Feuille de match                                                                        | Feuille de match    | Feuille de match | Feuille de match                                                                          |
| ---------------- | --------------------------------------------------------------------------------------- | ------------------- | --- | ----------------------------------------------------------------------------------------- |
|                  | - Mills (Tejralová, Křížová — 24 min 7 s - Pejšová (Mills, Přibylová — 58 min 45 s (JS) | 0–1 1–1 1–2 1–3 2–3 | Kubo (Aoi Shiga, A. Toko — 13 min 50 s (SN) - Ukita (Koike, Hosoyamada) — 36 min 24 s (SN) Ak. Shiga — 58 min 2 s - | Arbitrage : Daria Ermak et Lacey Senuk Juges de lignes : Jenni Heikkinen et Diana Mokhova |
| Peslarová        | Gardiens                                                                                | N. Fujimoto         | | Arbitrage : Daria Ermak et Lacey Senuk Juges de lignes : Jenni Heikkinen et Diana Mokhova |
| 12 min           | Pénalités                                                                               | 4 min               | | Arbitrage : Daria Ermak et Lacey Senuk Juges de lignes : Jenni Heikkinen et Diana Mokhova |
| 33               | Tirs                                                                                    | 27                  | | Arbitrage : Daria Ermak et Lacey Senuk Juges de lignes : Jenni Heikkinen et Diana Mokhova |

#### Match pour la5eplace
| 31 août | Fédération de Russie de hockey | 2-0 (1-0, 0-0, 1-0) | Japon | WinSport Arena |

| Feuille de match | Feuille de match                                                                | Feuille de match | Feuille de match | Feuille de match                                                                                 |
| ---------------- | ------------------------------------------------------------------------------- | ---------------- | ---------------- | ------------------------------------------------------------------------------------------------ |
|                  | Pavlova (Dobrodeïeva) — 7 min 9 s Koulichova (Vafina, Chachikina) — 51 min 48 s | 1-0 2-0          |                  | Arbitrage : Maria Furberg et Jestina Vichorek Juges de lignes : Jessica Chartrand et Sara Strong |
| Merkoucheva      | Gardiens                                                                        | N. Fujimoto      |                  | Arbitrage : Maria Furberg et Jestina Vichorek Juges de lignes : Jessica Chartrand et Sara Strong |
| 4 min            | Pénalités                                                                       | 8 min            |                  | Arbitrage : Maria Furberg et Jestina Vichorek Juges de lignes : Jessica Chartrand et Sara Strong |
| 23               | Tirs                                                                            | 21               |                  | Arbitrage : Maria Furberg et Jestina Vichorek Juges de lignes : Jessica Chartrand et Sara Strong |

#### Demi-finales
| 30 août | États-Unis | 3-0 (0-0, 2-0, 1-0) | Finlande | WinSport Arena |

| Feuille de match | Feuille de match | Feuille de match | Feuille de match | Feuille de match                                                                              |
| ---------------- | --- | ---------------- | ---------------- | --------------------------------------------------------------------------------------------- |
|                  | Carpenter (Stecklein, Kessel) — 23 min 23 s Murphy (Keller, Barnes) — 35 min 17 s Coyne Schofield (Pannek) — 57 min 7 s (CV) | 1-0 2-0 3-0      |                  | Arbitrage : Cianna Lieffers et Elizabeth Mantha Juges de lignes : Anna Hammar et Justine Todd |
| Hensley          | Gardiens | Keisala          |                  | Arbitrage : Cianna Lieffers et Elizabeth Mantha Juges de lignes : Anna Hammar et Justine Todd |
| 8 min            | Pénalités | 4 min            |                  | Arbitrage : Cianna Lieffers et Elizabeth Mantha Juges de lignes : Anna Hammar et Justine Todd |
| 33               | Tirs | 14               |                  | Arbitrage : Cianna Lieffers et Elizabeth Mantha Juges de lignes : Anna Hammar et Justine Todd |

| 30 août | Canada | 4-0 (2-0, 1-0, 2-0) | Suisse | WinSport Arena |

| Feuille de match | Feuille de match | Feuille de match | Feuille de match | Feuille de match                                                                                       |
| ---------------- | --- | ---------------- | ---------------- | --- |
|                  | Fast (Jenner, Poulin) — 5 min 14 s Daoust (Fast, Larocque) — 6 min 52 s Daoust (Poulin, Ambrose) — 25 min 32 s (SN) Johnston (Bach, Thompson) — 56 min 58 s (SN) | 1–0 2–0 3–0 4–0  |                  | Arbitrage : Chelsea Rapin et Mackenzie Welter Juges de lignes : Jenni Heikkinen et Jacqueline Spresser |
| Desbiens         | Gardiens | Brändli          |                  | Arbitrage : Chelsea Rapin et Mackenzie Welter Juges de lignes : Jenni Heikkinen et Jacqueline Spresser |
| 4 min            | Pénalités | 10 min           |                  | Arbitrage : Chelsea Rapin et Mackenzie Welter Juges de lignes : Jenni Heikkinen et Jacqueline Spresser |
| 65               | Tirs | 10               |                  | Arbitrage : Chelsea Rapin et Mackenzie Welter Juges de lignes : Jenni Heikkinen et Jacqueline Spresser |

#### Match pour la troisième place
| 31 août | Finlande | 3-1 (1-0, 2-1, 0-0) | Suisse | WinSport Arena |

| Feuille de match | Feuille de match | Feuille de match | Feuille de match                  | Feuille de match                                                                           |
| ---------------- | --- | ---------------- | --------------------------------- | ------------------------------------------------------------------------------------------ |
|                  | Niskanen (Liikala) — 1 min 39 s Viitasuo (Niskanen, Liikala) — 20 min 54 s - Nieminen (Karvinen, Tapani) — 38 min 13 s | 1-0 2-0 2-1 3-1  | - Stalder (Stänz) — 23 min 35 s - | Arbitrage : Kelly Cooke et Lacey Senuk Juges de lignes : Alexandra Blair et Kendall Hanley |
| Keisala          | Gardiens | Maurer           |                                   | Arbitrage : Kelly Cooke et Lacey Senuk Juges de lignes : Alexandra Blair et Kendall Hanley |
| 2 min            | Pénalités | 8 min            |                                   | Arbitrage : Kelly Cooke et Lacey Senuk Juges de lignes : Alexandra Blair et Kendall Hanley |
| 32               | Tirs | 19               |                                   | Arbitrage : Kelly Cooke et Lacey Senuk Juges de lignes : Alexandra Blair et Kendall Hanley |

#### Finale
| 31 août | Canada | 3-2 (pr) (0-2, 2-0, 0-0, 1-0) | États-Unis | WinSport Arena |

| Feuille de match | Feuille de match | Feuille de match    | Feuille de match                                                                    | Feuille de match                                                                            |
| ---------------- | --- | ------------------- | ----------------------------------------------------------------------------------- | ------------------------------------------------------------------------------------------- |
|                  | - Jenner (Poulin, Fillier) — 24 min 13 s (SN) Rattray (Larocque, Jenner) — 26 min 42 s Poulin (Jenner, Larocque) — 67 min 22 s (SN) | 0-1 0-2 1-2 2-2 3-2 | Carpenter (Kessel, Eden) — 9 min 55 s Carpenter (Stecklein, Pannek) — 12 min 35 s - | Arbitrage : Anniina Nurmi et Anna Wiegand Juges de lignes : Anna Hammar et Julia Kainberger |
| Desbiens         | Gardiens | Hensley             |                                                                                     | Arbitrage : Anniina Nurmi et Anna Wiegand Juges de lignes : Anna Hammar et Julia Kainberger |
| 10 min           | Pénalités | 8 min               |                                                                                     | Arbitrage : Anniina Nurmi et Anna Wiegand Juges de lignes : Anna Hammar et Julia Kainberger |
| 32               | Tirs | 25                  |                                                                                     | Arbitrage : Anniina Nurmi et Anna Wiegand Juges de lignes : Anna Hammar et Julia Kainberger |

### Classement final
| Place              | Équipe                         |
| ------------------ | ------------------------------ |
| Médaille d'or      | Canada                         |
| Médaille d'argent  | États-Unis                     |
| Médaille de bronze | Finlande                       |
| 4                  | Suisse                         |
| 5                  | Fédération de Russie de hockey |
| 6                  | Japon                          |
| 7                  | Tchéquie                       |
| 8                  | Allemagne                      |
| 9                  | Hongrie                        |
| 10                 | Danemark                       |

### Médaillées
| Championnes du monde Canada | Effectif : Victoria Bach, Ashton Bell, Jaime Bourbonnais, Kristen Campbell, Emily Clark, Mélodie Daoust, Ann-Renée Desbiens, Renata Fast, Sarah Fillier, Brianne Jenner, Rebecca Johnston, Jocelyne Larocque, Emma Maltais, Emerance Maschmeyer, Sarah Nurse, Kristin O'Neill, Marie-Philip Poulin, Jamie Lee Rattray, Jillian Saulnier, Ella Shelton, Natalie Spooner, Laura Stacey, Claire Thompson et Blayre Turnbull Entraîneur : Troy Ryan |

| Argent États-Unis | Effectif : Cayla Barnes, Megan Bozek, Natalie Buchbinder, Danielle Cameranesi, Alexandra Carpenter, Alex Cavallini, Jesse Compher, Kendall Coyne Schofield, Britta Curl, Brianna Decker, Jincy Dunne, Lacey Eden, Savannah Harmon, Caroline Harvey, Nicole Hensley, Megan Keller, Amanda Kessel, Hilary Knight, Abbey Murphy, Kelly Pannek, Aerin Frankel, Abby Roque, Lee Stecklein, Hayley Scamurra et Grace Zumwinkle Entraîneur : Joel Johnson |

| Bronze Finlande | Effectif : Sanni Hakala, Jenni Hiirikoski, Elisa Holopainen, Sini Karjalainen, Aino Karppinen, Michelle Karvinen, Anni Keisala, Nelli Laitinen, Julia Liikala, Rosa Lindstedt, Petra Nieminen, Matilda Nilsson, Tanja Niskanen, Jenniina Nylund, Meeri Räisänen, Ronja Savolainen, Jenna Silvonen, Sofianna Sundelin, Susanna Tapani, Noora Tulus, Minnamari Tuominen, Viivi Vainikka, Sanni Vanhanen, Emilia Vesa et Ella Viitasuo Entraîneur : Pasi Mustonen |

### Récompenses individuelles
| Équipe-type des médias.                                          |
| Spooner Nieminen Daoust Ambrose Steincklein Keisala MVP : Daoust |
| Spooner Nieminen Daoust Ambrose Steincklein Keisala MVP : Daoust |

Équipe type IIHF :
- Meilleure gardienne : Anni Keisala (Finlande)
- Meilleure défenseure : Lee Stecklein (États-Unis)
- Meilleure attaquante : Mélodie Daoust (Canada)

### Statistiques individuelles
Pour les significations des abréviations, voir statistiques du hockey sur glace.
| Clt | Joueuse             | Équipe     | PJ | B | A | Pts | Pun | +/- |
| --- | ------------------- | ---------- | -- | - | - | --- | --- | --- |
| 1   | Mélodie Daoust      | Canada     | 7  | 6 | 6 | 12  | 0   | +13 |
| 2   | Brianne Jenner      | Canada     | 6  | 3 | 8 | 11  | 4   | +13 |
| 3   | Natalie Spooner     | Canada     | 7  | 4 | 5 | 9   | 0   | +11 |
| 4   | Marie-Philip Poulin | Canada     | 6  | 3 | 6 | 9   | 2   | +10 |
| 5   | Petra Nieminen      | Finlande   | 7  | 6 | 1 | 7   | 0   | +3  |
| 6   | Alena Mills         | Tchéquie   | 6  | 5 | 2 | 7   | 4   | +2  |
| 7   | Lee Stecklein       | États-Unis | 7  | 2 | 5 | 7   | 0   | +12 |
| 8   | Hilary Knight       | États-Unis | 7  | 4 | 2 | 6   | 2   | +3  |
| 8   | Grace Zumwinkle     | États-Unis | 7  | 4 | 2 | 6   | 2   | +5  |
| 10  | Sarah Fillier       | Canada     | 7  | 3 | 3 | 6   | 6   | +6  |

| Clt                                                                                                   | Joueuse                  | Équipe                         | PJ | Min          | BC | Moy  | %Arr  | Bl |
| --- | ------------------------ | ------------------------------ | -- | ------------ | -- | ---- | ----- | -- |
| 1 | Jennifer Harß            | Allemagne                      | 3  | 180 min      | 3  | 1,00 | 95,16 | 1  |
| 2 | Anni Keisala             | Finlande                       | 5  | 294 min 9 s  | 7  | 1,43 | 94,85 | 2  |
| 3 | Saskia Maurer            | Suisse                         | 5  | 214 min 3 s  | 7  | 1,96 | 94,17 | 0  |
| 4 | Nicole Hensley           | États-Unis                     | 5  | 240 min 6 s  | 4  | 1,00 | 93,85 | 2  |
| 5 | Klára Peslarová          | Tchéquie                       | 6  | 358 min 14 s | 7  | 1,17 | 93,33 | 2  |
| 6 | Cassandra Repstock-Romme | Danemark                       | 2  | 116 min 26 s | 4  | 2,06 | 92,59 | 0  |
| 7 | Valeria Merkoucheva      | Fédération de Russie de hockey | 6  | 237 min 15 s | 8  | 2,02 | 91,58 | 1  |
| 8 | Nana Fujimoto            | Japon                          | 7  | 389 min 21 s | 17 | 2,62 | 90,86 | 1  |
| 9 | Ann-Renée Desbiens       | Canada                         | 5  | 307 min 22 s | 7  | 1,37 | 90,79 | 1  |
| 10 | Andrea Brändli           | Suisse                         | 5  | 209 min 45 s | 19 | 5,44 | 90,50 | 0  |
| Nota : seules sont classées les gardiennes ayant joué au minimum 40 % du temps de jeu de leur équipe. |                          |                                |    |              |    |      |       |    |

## Autres Divisions
Le 18 novembre 2020, les tournois de toutes les divisions ont été annulés par la Fédération internationale de hockey sur glace en raison de la pandémie de Covid-19.
Les compositions des différentes divisions étaient les suivantes :
| Division | Date de la compétition | Lieu              | Équipes                                                                          |
| -------- | ---------------------- | ----------------- | -------------------------------------------------------------------------------- |
| IA       | 11 au 18 avril 2021    | Angers (France)   | Autriche France Norvège Pays-Bas Slovaquie Suède                                 |
| IB       | 8 au 14 avril 2021     | Pékin (Chine)     | Chine Corée du Sud Italie Kazakhstan Pologne Slovénie                            |
| IIA      | 10 au 16 avril 2021    | Jaca (Espagne)    | Corée du Nord Espagne Grande-Bretagne Lettonie Mexique Taipei chinois            |
| IIB      | 7 au 13 mars 2021      | Zagreb (Croatie)  | Afrique du Sud Australie Croatie Islande Nouvelle-Zélande Turquie                |
| III      | 15 au 21 mars 2021     | Kaunas (Lituanie) | Belgique Bosnie-Herzégovine Bulgarie Estonie Hong Kong Lituanie Roumanie Ukraine |